# Vita båtarna
Vita båtarna kallades de svenska fartyg som sommaren 1945 användes för att hämta frisläppta koncentrationslägerfångar från Tyskland. De har fått sitt namn av att båtarna var vitmålade, men också som en analogi till De vita bussarna, som är mer kända, och som omfattade fler personer. Aktionen beslutades av den svenska regeringen den 1 juni 1945 och omfattade fem fartyg, den svenska marinens lasarettsfartyg HMS Prins Carl dels fyra handelsfartyg, som chartrats av Marinförvaltningen för ändamålet. Dessa var Sveabolagets M/S Rönnskär  och M/S Karskär, Svenska Amerika Liniens S/S Kastellholm  och Göteborg-Fredrihavns Linjens M/S Kronprinsessan Ingrid. Kastelholm och Kronprinsessan Ingrid var passagerarfartyg, medan Sveabolagets båtar var lastfartyg, som snabbt byggdes om för ändamålet vid Öresundsvarvet i Landskrona.
Sammanlagt hämtade Vita båtarna 9273 befriade lägerfångar. De var av många nationaliteter, men det övervägande flertalet var polacker eller ungrare. De flesta var judar och mestadels unga kvinnor. Vid första turen gick Karskär och Rönnskär till Malmö, Kastellholm till Frihamnen i Stockholm, Kronprinsessan Ingrid till Göteborg och Prins Carl till Kalmar och Norrköping. De befriade kom från koncentrationsläger i Bergen-Belsen, Ravensbrück, Oranienburg och Sachsenhausen. Många var utsvultna, misshandlade, hade magsjukdomar, tbc och andra smittsamma sjukdomar. Överskeppningen av de befriade koncentrationslägerfångarna 1945 är den största humanitära räddningsoperationen till havs i Sveriges historia. Operationen var samordning mellan marina, militära, sociala och medicinska resurser. Befälhavare på M/S Karskär var Carl Sundborger och Gunnar Norlander från Stockholm. Befälhavare på  M/S Rönnskär var Ernst Edström från Enskede.
Ett vittnesmål om hämtningen av överlevande från Bergen-Belsen sändes i Sveriges Radio, P1, i juni 2015.
På webbsidan "De befriade 1945"  finns det bildmaterial om räddningsaktionen med de Vita båtarna. Webbsidan är framtagen av Föreningen Förintelsens Minne och sammanställd av Roman Romuald Wasserman Wroblewski i juli 2020 och består av sammanställt material från olika källor.  
På Judiska begravningsplatsen i Solna finns det ett kvarter för dem som inte överlevde båtresan eller som avled kort efter ankomsten till Stockholm, drygt 100 personer. Där finns det även två monument över Förintelsens offer med sex granitblock på vilka de sex förintelselägrens namn Auschwitz, Treblinka, Majdanek, Chełmno, Sobibór och Bełżec är inristade. Många anhöriga till de som anlände med de Vita båtarna mördades i dessa läger.